# Eberts Villaby
Eberts Villaby er et villaområde på Amager.
I 1894 købte Hermann Ebert et nedlagt landbrug på Amager, udstykkede det, lavede et springvand i midten og et dertil hørende vandværk på det højeste punkt og begyndte så at bygge villaer og lejligheder, som blev solgt til københavnske borgere.
Husene har navne og stil efter forbilleder som Rosenborg, Rosenvold, Hindsholm, Alfheim mv. Eberts egen pragtbolig fik navnet Sans Souci og ligner en minikopi af Kejser Franz Josephs jagtslot i Bad Ischl. 
Villabyen ses i dag som værende det fornemmeste kvarter på Amager, og står som et grønt åndehul i et ellers meget tæt bebygget område mellem Englandsvej og Amagerbrogade i København.